# Pot of Gold
"Pot of Gold" é uma canção do cantor de hip hop senegalês Akon. É a sexta faixa, quinto e último álbum de estreia Trouble, sendo lançado como single em 15 de novembro de 2005.

## Faixas[1]
| N.º | Título                                                    | Duração |  |
| 1.  | "Pot of Gold"                                             | 3:22    |  |
| 2.  | "Belly Dancer (Bananza)" (Remix Feat. Kardinal Offishall) | 3:28    |  |

## Paradas e posições
| Paradas (2005)                   | Melhor posição |
| -------------------------------- | -------------- |
| Alemanha - Media Control Charts  | 95             |
| Bélgica - Ultratop 50 (Flanders) | 12             |